# Boltzmannova porazdelitev
Boltzmannova porazdelítev [bólcmanova ~] (tudi Maxwell-Boltzmannova porazdelítev [máksvelbólcmanova ~]) je verjetnostna porazdelitev, ki se uporablja na mnogih področjih fizike in kemije. Je osnova kinetične teorije plinov, ki natančno opiše veliko osnovnih lastnosti plinov, vključno s tlakom in difuzijo. Boltzmannovo porazdelitev uporabljajo tudi pri opisu prenosa elektronov in drugih pojavih.
Boltzmannovo porazdelitev izpeljemo z orodji statistične mehanike (glej izpeljava porazdelitvene funkcije). Ustreza najverjetnejši porazdelitvi energije v sistemu z velikim številom delcev, ki si energijo izmenjujejo le s trki. Ker so trki med molekulami plina redki, Boltzmannova porazdelitev zelo dobro opiše razmere v plinu.
V nekaterih drugih primerih pa niti v približku ne moremo vzeti, da so prožni trki prevladujoči mehanizem interakcije delcev. To velja denimo za fiziko ionosfere in plazme v Vesolju, kjer so sevalni procesi dosti pomembnejši. V tem primeru bi privzetek Boltzmannove porazdelitev dal ne le kvantitativno napačnih rezultatov, ampak tudi napačno kvalitativno sliko pojava.
Boltzmannovo porazdelitev lahko zapišemo kot:
{\displaystyle w(E_{i})={\frac {N_{i}}{N}}={\frac {e^{-E_{i}/k_{B}T}}{\sum _{i}e^{-E_{i}/k_{B}T}}}}
Pri tem je Ni število molekul v termodinamskem ravnovesju pri temperaturi T, ki so v stanju z energijo Ei, N pa je število vseh molekul. Parameter kB je Boltzmannova konstanta. Enačba omogoča izračun deleža molekul (Ni/N), ki imajo pri dani temperaturi določeno energijo Ei. Ker imajo molekule, ki se gibljejo z dano hitrostjo, zaradi tega določeno kinetično energijo, omogoča Boltzmannova porazdelitev tudi izračun porazdelitve molekul po hitrostih oziroma izraz zveze med temperaturo in hitrostmi molekul plina.